# Arturo Vigna
Arturo Vigna (Torino, 1863 – Milano, 30 gennaio 1927) è stato un direttore d'orchestra italiano, noto per avere diretto opere liriche, in particolare il repertorio di Giuseppe Verdi.

## Biografia
Nato a Torino nel 1863, Vigna mostra fin da giovane un grande interesse per la musica ma il padre l'obbliga a diplomarsi al liceo classico. Intraprende quindi gli studi musicali al Conservatorio Giuseppe Verdi sotto la guida di Carlo Pedrotti.
Inizia l'attività in Italia, dirigendo tra l'altro nel 1893 l'Aida di Verdi al Teatro Civico di Cagliari.
Tra il 1895 e il 1903 ricopre l'incarico di direttore musicale de l'Opéra de Monte-Carlo, per poi trasferirsi negli Stati Uniti d'America, lavorando anche come direttore d'orchestra al Metropolitan Opera House di New York, dove tra il 1903 il 1907 diresse in poco meno di 250 occasioni.
Al Met diresse nel 1906 le anteprime statunitensi delle opere liriche Fedora, del compositore italiano Umberto Giordano, e de La damnation de Faust del francese Hector Berlioz. Due anni prima, nel 1904, aveva inoltre diretto le prime esibizioni al Met de L'elisir d'amore e Lucrezia Borgia di Gaetano Donizetti, e nel 1907 le prime al Met della Manon Lescaut e della Madama Butterfly, con Geraldine Farrar, Enrico Caruso, Antonio Scotti e Louise Homer, entrambe supervisionate dallo stesso Giacomo Puccini.
Sempre al Met ha diretto inoltre nuove produzioni dell'Aida e del Rigoletto di Verdi, del Don Pasquale di Donizetti, de La Gioconda di Amilcare Ponchielli, de La sonnambula di Vincenzo Bellini e de L'africana di Giacomo Meyerbeer.
Dal 1917 al 1922 Vigna fu direttore d'orchestra all'Opéra national de Paris. Durante la sua carriera ha inoltre diretto opere a Bergamo, Berlino, Dresda, Madrid, Praga e Trieste. Muore all'età di 63 anni a Milano.